# Katastralgemeinde Wullroß
Die Katastralgemeinde Wullroß ist eine der sieben Katastralgemeinden der Gemeinde Weitensfeld im Gurktal im Bezirk St. Veit an der Glan in Kärnten. Sie hat eine Fläche von 2314,19 ha. Am 1. Jänner 2024 lebten 385 Personen in der Katastralgemeinde.
Die Katastralgemeinde gehört zum Sprengel des Vermessungsamtes Klagenfurt.

## Lage
Die Katastralgemeinde Wullroß liegt im Süden der Gemeinde Weitensfeld und umfasst die sonnseitigen Hänge von der Höhe des Zammelsberger Rückens im Nordwesten bis zur Wimitz im Südosten.

## Ortschaften
Auf dem Gebiet der Katastralgemeinde Wullroß liegen die Ortschaften Dalling, Dolz, Edling, Grua, Kötschendorf, Oberort, Planitz, Psein, Wullroß und Zammelsberg.
Am 1. April 2020 umfasste die Katastralgemeinde 186 Adressen.

## Vermessungsamt-Sprengel
Die Katastralgemeinde gehört seit 1. Jänner 1998 zum Sprengel des Vermessungsamtes Klagenfurt. Davor war sie Teil des Sprengels des Vermessungsamtes St. Veit an der Glan.

## Geschichte
Ende des 18. Jahrhunderts wurden die Kärntner Steuergemeinden (später: Katastralgemeinden) gebildet und Steuerbezirken zugeordnet. Die Steuergemeinde Wullroß wurde zunächst Teil des Steuerbezirks Hardegg, 1812 kam sie an den Steuerbezirk Gurk.
Im Zuge der Reformen nach der Revolution 1848/49 wurden in Kärnten die Steuerbezirke aufgelöst und Ortsgemeinden (auch politische Gemeinden genannt) gebildet, die jeweils das Gebiet einer oder mehrerer Steuergemeinden umfassten. Die Katastralgemeinde Wullroß kam an die Ortsgemeinde Weitensfeld.
Die Größe der Katastralgemeinde Wullroß wurde im Jahr 1854 mit 3444 Österreichischen Joch und 601 Klaftern (ca. 1982 ha) angegeben; damals lebten 586 Personen auf dem Gebiet der Katastralgemeinde.
Bei der Kärntner Gemeindestrukturreform von 1973 wurde der westliche Teil der Katastralgemeinde Pisweg mit den Ortschaften Psein und Grua an die Katastralgemeinde Wullroß angeschlossen, wodurch die Katastralgemeinde Wullroß um mehr als 3 km² vergrößert wurde; gleichzeitig kam die Katastralgemeinde Wullroß an die damals neu errichtete Gemeinde Weitensfeld-Flattnitz, bei deren Auflösung 1991 wieder zur Gemeinde Weitensfeld im Gurktal.
Die Katastralgemeinde Wullroß gehörte ab 1850 zum politischen Bezirk Sankt Veit an der Glan und zum Gerichtsbezirk Gurk. 1854 bis 1868 gehörte sie zum Gemischten Bezirk Gurk. Seit der Reform 1868 ist sie wieder Teil des politischen Bezirks Sankt Veit an der Glan, zunächst als Teil des Gerichtsbezirks Gurk, seit 1978 als Teil des Gerichtsbezirks St. Veit an der Glan.